# Abderrahim Abdelli
Abderrahim Abdelli (en arabe : عبد الرحيم عبداللي) est un footballeur algérien né le 9 août 1996 à Sidi Bel Abbès. Il évolue au poste d'arrière droit au SC Mecheria.

## Biographie
Il évolue en première division algérienne avec son club formateur, l'USM Bel Abbès. Il dispute actuellement 66 matchs en inscrivant un but en Ligue 1.
Il dispute la Coupe de la confédération saison 2018-19 avec Bel Abbès. Il joue deux matchs dans cette compétition africaine.

## Palmarès
USM Bel Abbès
- Coupe d'Algérie (1) :
  - Vainqueur : 2017-18.
- Supercoupe d'Algérie (1) :
  - Vainqueur : 2018.